# 퀸투스 툴리우스 키케로
퀸투스 툴리우스 키케로 (Quintus Tullius Cicero, 기원전 102년 - 기원전 43년)은 로마 공화정말기의 군인이자 정치가로서 유명한 마르쿠스 툴리우스 키케로의 남동생이다. 율리우스 카이사르 휘하에서 갈리아 전쟁 당시 군단장으로 복무했으며 카이사르의 내전때는 "원로원파"에 가담하여 카이사르와 대적했으나 결국 사면받았다. 기원전 43년 카이사르의 암살 이후 제2차 삼두정치가 결성되어 형과 함께 처형당했다.

## 생애
퀸투스는 형인 마르쿠스 툴리우스 키케로의 도움으로 훌륭한 교육을 받았다. 아테네에서 공부하고 돌아와 기원전 70년 형 키케로의 절친한 친구인 아티쿠스의 동생 폼페이아와 결혼했는데 불행하게도 둘 사이는 불화가 끊이질 않았고 형 키케로의 노력에도 결국 이혼했다.
기원전 66년 안찰관, 기원전 62년 법무관이 되어 쿠르수스 호노룸의 단계를 밟아나갔다. 기원전 61년부터는 전직법무관으로 아시아속주에서 복무했고 기원전 54년부터 52년까지 형 키케로의 소개로 카이사르의 휘하에 배속되어 군단장으로 갈리아 전쟁에 참여했다.
이때 그는 제2차 브리타니아 원정에 참여했고 특히 벨가이족의 암비오릭스의 반란으로 네르비족에게 포위 되었을 때 카이사르의 구원군이 올때까지 숙영지를 지키며 용감하게 싸워 무공을 세웠다.
카이사르의 내전이 발발하자 그는 폼페이우스의 '원로원파'에 참여하여 카이사르와 대적했는데 결국 카이사르의 사면을 받았다. 그러나 기원전 43년 제2차 삼두정치가 결성되자 그와 그의 형, 마르쿠스는 마르쿠스 안토니우스와 옥타비아누스의 살생부에 포함되었고 박해를 피해 도망쳤다.
그의 아들이 삼두정파에 붙잡혔을 때 아들은 모진 고문 속에서도 아버지의 은신처를 밝히지 않았으나 결국 퀸투스는 아들을 구하기 위해 나섰고 결국 형과 함께 모두 붙잡혀 처형당했다.